# Ulla Fredriksson
Ulla Kerstin Margareta Fredriksson, född 25 februari 1972 i Norrköping, är en svensk skulptör.
Ulla Fredriksson studerade vid Kungliga Konsthögskolan i Stockholm 2000-2005 där hon tog magisterexamen i fri konst.
Fredriksson arbetar huvudsakligen skulpturalt. Bland hennes verk finns I Solros där hon arbetat med fasaden på ett bostadshus i Linköping.
Ytterligare verk på samma tema Flos Solis Maior återfinns på pendelstationen Vega i Stockholm.